# Molí de Fontscalents
El Molí de Fontscalents és un edifici industrial de Castellar del Vallès (Vallès Occidental), inclòs a l'Inventari del Patrimoni Arquitectònic de Catalunya.

## Història
El març de l1815 el paraire terrassenc Joan Baptista Galí i Surís va obtenir el permís per construir un molí paperer al costat del molí bataner del seu soci Ignasi Vidal. Amplià el molí de Fontscalents i construí també la capella dedicada a la Mare de Déu de la Mercè, que mantingué el culte de 1919 al 1936, en què fou espoliada arran de la Guerra Civil desapareixent quadres d'altar procedents d'Itàlia, així com altres objectes artístics. A les acaballes del segle xix, el fill de Joan Baptista, August Galí i Coma, hi tenia 600 pues de retòrcer llana –mogudes per set rodes d'aigua– i instal·lacions per fabricar-hi paper, filatura i tissatge de cotó.
A principi del segle xx, el molí de Fontscalents estava dividit en tres indústries repartides entre els tres cossos del molí: una fàbrica de cartró (propietat d'A. Raduè), una d'assortiment de llana (Propietat de F. Llobet) i una indústria de paperera (propietat de F. Panadés), de 1881 a 1907. El 1907 aquesta darrera indústria passà al seu gendre, Blai Blanquer, fins al 1929, quan F. Blanquer hi creà a Fontscalents la primera impremta de Castellar del Vallès, Gràfiques F. Blanquer.
Actualment, el molí continua dedicat principalment a la pelleria i com activitat secundària al pentinat de llanes.

## Descripció
Està format per diversos edificis disposats de manera esglaonada, seguint el pendent que marca el terreny, en els marges del riu Ripoll. L'edifici actualment està en procés de restauració pel que fa a la façana. El conjunt està format bàsicament per tres grans naus, dues de planta rectangular i coberta a dos vessants i la tercera, de planta quadrada i coberta a quatre vessants. L'estructura de l'edifici és l'habitual en els molins situats en el riu Ripoll a Castellar del Vallès, la seva factura és senzilla essent edificis de planta baixa i dos o tres pisos d'alçada, disposant d'un gran nombre de petites finestres. Tocant a la carretera es troba la casa de Fontscalents, una edificació de tipus rural.